# Llaç
|  | Per a altres significats, vegeu «Bucle». |

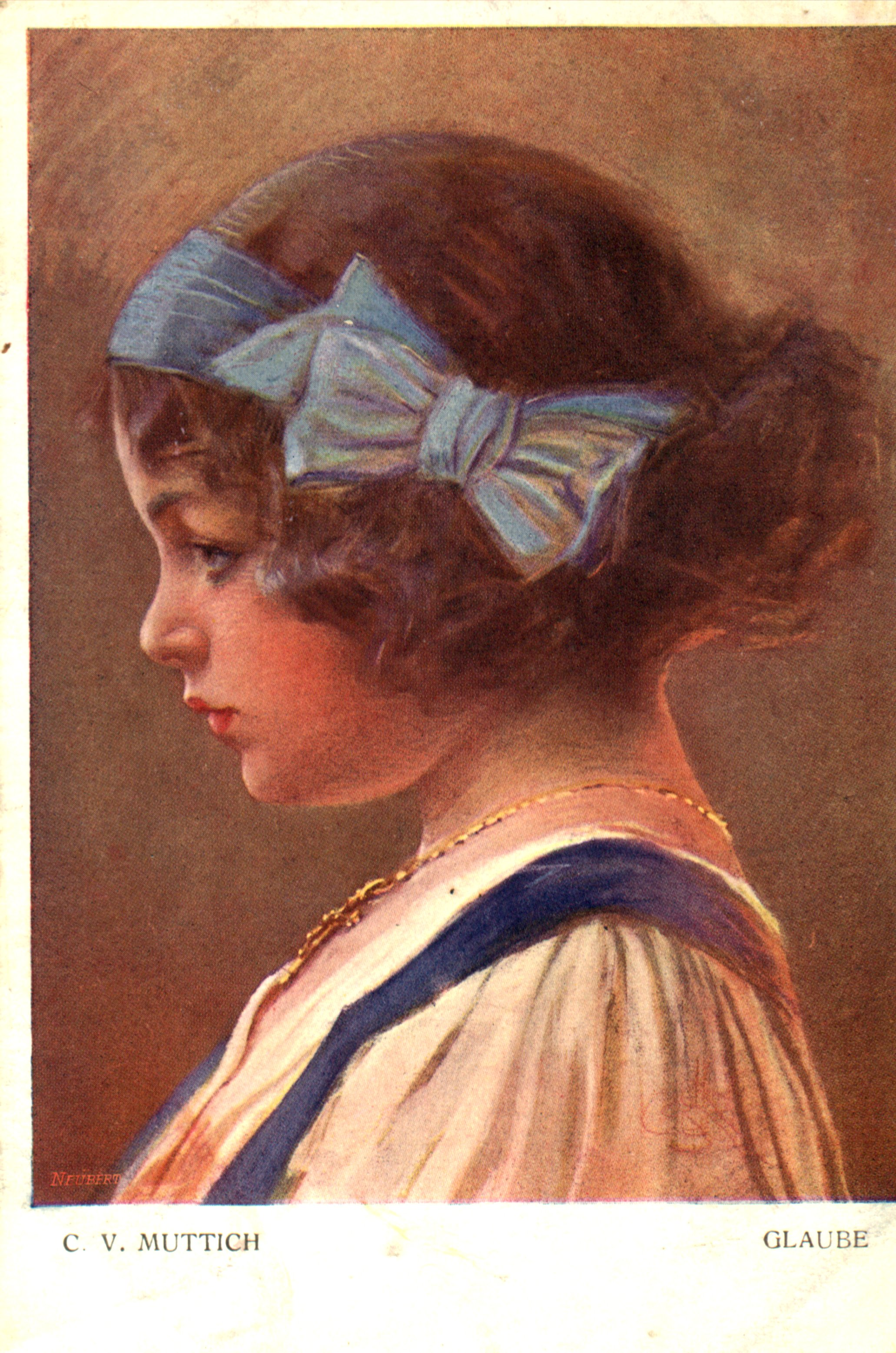
Nena amb llaç.

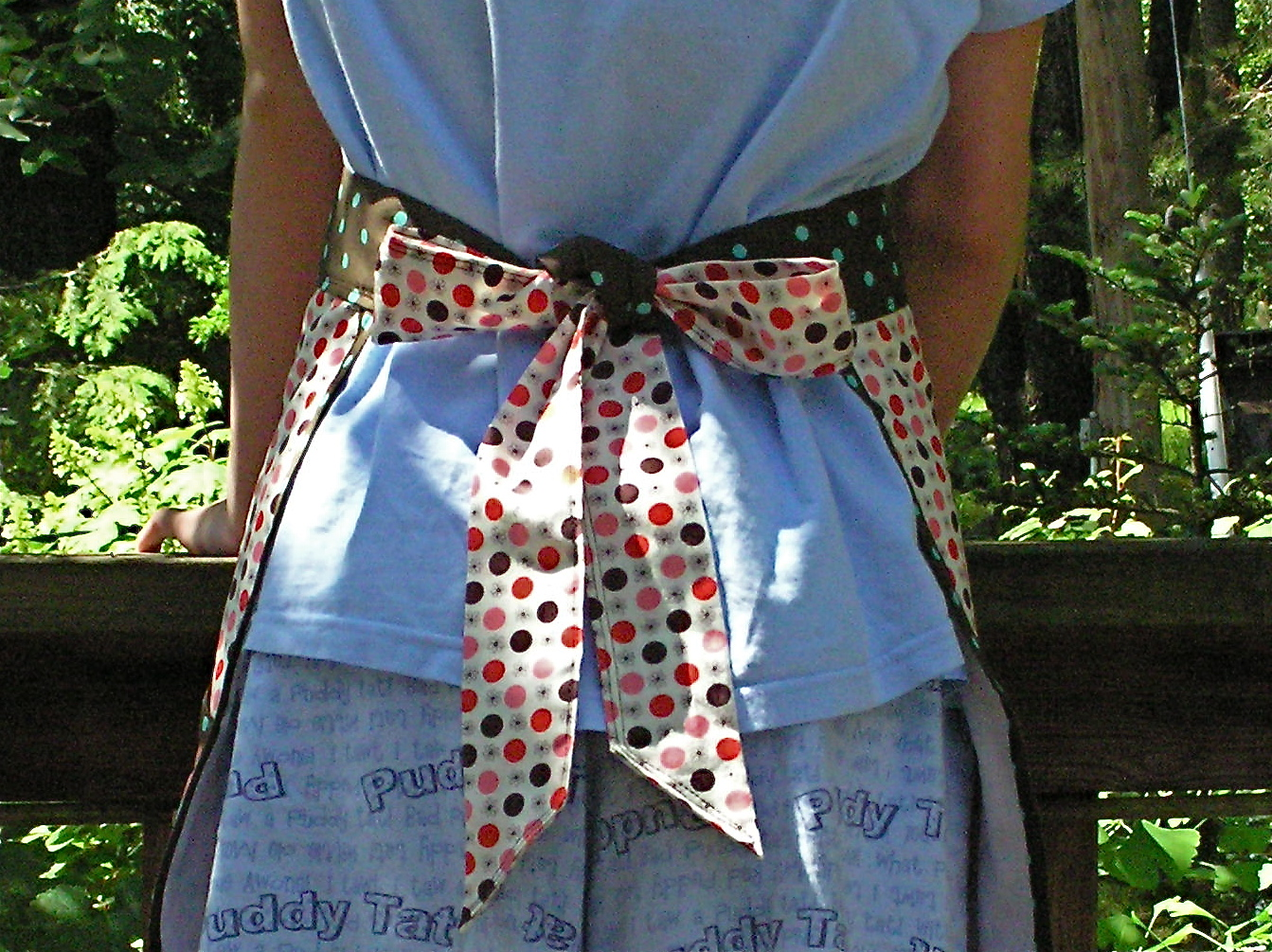
Llaç de davantal

Un  llaç  és una banda fina de material flexible, típicament roba però també plàstic o de vegades metall, usat sobretot per lligar i fixar. Els llaços de tela, que inclou comunament la seda, s'utilitzen sovint amb el vestit, però també es poden trobar innombrables propòsits útils, ornamentals i simbòlics. Les diferents cultures al voltant del món utilitzen aquest dispositiu com a ornament pel seu cabell, al voltant del cos o fins i tot com a ornament en animals, edificis i altres àrees. El llaç també es fa servir de vegades com segellador de paquets, juntament amb cordill.
Juntament amb els serrells, cintes i altres complements, la fabricació dels llaços de tela té un departament especial en les indústries tèxtils. La característica essencial d'un teler de llaç és el de teixir simultàniament en un marc de teler dos o més teles, arribant fins a quaranta teles estretes en els telers moderns. Per efectuar el llançament conjunt de totes les llançadores i d'altres moviments del teler, cal l'acció automàtica, i és un fet notable que el teler de llaç automàtic era conegut i es va utilitzar extensivament més d'un segle abans de la famosa invenció de Cartwright.

## Història
Un teler en el qual diverses teles estretes podrien ser teixides conjuntament és el que explica com s'havia utilitzat en Danzig cap al final del segle xvi. Altres telers similars estaven en treball en Leiden el 1620, on el seu ús va donar lloc a tant descontentament i a tanta revolta per part dels teixidors, que l'estat va haver de prohibir el seu ús. La prohibició va ser renovada en diversos intervals al llarg del segle, i al mateix temps que es deixava d'utilitzar el teler de llaç, va ser prohibit, també, en la majoria dels principals centres industrials d'Europa. Prop de 1676, sota el nom de teler holandès o de teler del motor, va ser portat a Londres, i, encara que la seva introducció allà va causar un cert disturbi, no està documentat que fos prohibit. El 1745, John Kay, l'inventor de la llançadora, va obtenir, juntament amb Joseph Stell, una patent per a millores en el teler de llaç, i aquest període s'ha vist beneficiat, des de llavors, per les invencions aplicades generalment a la maquinària de teixir.

## Centres de producció
- El teixit de llaços se sap que es va establir prop de St Etienne (dep. Loire) des del segle xi i aquesta ciutat ha continuat sent la líder de la indústria. Durant els problemes dels hugonots, els teixidors de llaços de St Etienne es van traslladar a Basilea i allà es va establir una indústria que en èpoques modernes ha rivalitzat amb la del centre original del comerç.
- Crefelds el centre de la indústria alemanya del llaç, on la fabricació del llaç negre de vellut és una especialitat.
- Anglaterra, Coventrys el centre més important de fabricació de llaços, que també es processa en Norwich i Leicester.

Els llaços són utilitzats per molta gent com a decoració. En algunes cultures els regals de l'aniversari s'adornen amb aquestes seqüències acolorides.